# 床田淳貴
床田 淳貴（とこた じゅんき、2001年12月13日 - ）は、ジャパンラグビーリーグワン日野レッドドルフィンズに所属するラグビー選手。

## プロフィール
- 神奈川県出身[1]。
- ポジションはプロップ(PR)。
- 身長 178 cm、体重 102 kg
- 3兄弟で兄の裕亮（元埼玉パナソニックワイルドナイツ）も兄の聖悟（現・日野レッドドルフィンズ）もラグビー選手[2]。

## 略歴
2020年、桐蔭学園高校卒業後、明治大学に加入。なお桐蔭学園高校時代、高校日本代表候補に選ばれたことがある。
2024年、アーリーエントリーで日野レッドドルフィンズに加入。同年3月2日に行われたJAPAN RUGBY LEAGUE ONE第8節中国電力レッドレグリオンズ戦にて途中出場でリーグワン公式戦初出場を果たした。